# 近本洋一
近本 洋一（ちかもと よういち、1975年 - ）は、日本の批評家。小説家。神奈川県生まれ、沖縄県中頭郡北中城村在住。

## 経歴・人物
浅野高校卒業。2010年5月、投稿評論「よみがえる魂――大江健三郎の「戦後」、または恢復期の生」で第53回群像新人文学賞（評論部門）最終候補三作の内の一作に選出されたものの落選。2012年、投稿小説「黄金の蛇 緑の草原」で第48回メフィスト賞（講談社）を受賞し、翌2013年、同作を改題改稿した『愛の徴――天国の方角』で小説家としてデビュー。しかし2015年に刊行されると予告されていた小説作品『永遠の眺望』が刊行されずやがて沈黙。2018年1月、投稿評論「意味の在処――丹下健三と日本近代」が第1回すばるクリティーク賞を受賞し、批評家としてデビューした。
また2017年3月、投稿脚本「鉄ぬ世(くるがにぬゆ)」にて「金城哲夫のふるさと 沖縄・南風原町脚本賞」佳作を受賞。同作は2020年2月に仲座健太演出により舞台上演された。 

## 作品リスト

### 単行本
小説
- 『愛の徴――天国の方角』（講談社、2013年5月。ISBN 978-4062184045 / 講談社ノベルス版 - 掌編「少女」併録、2013年8月。ISBN 978-4061828803）
- 『嵯峨野あやつり異聞 浄瑠璃グラン=ギニョル』（講談社、2015年12月。ISBN 978-4062198677）

### 雑誌掲載作品

#### エッセイ
- 「あとがきのあとがき「愛の徴 天国の方角」」 - 『メフィスト』2013年 VOL.2（2013年8月、講談社）

#### 評論
- 「意味の在処――丹下健三と日本近代」 - 『すばる』2018年2月号（集英社）
- 「括弧に入れられた「心」」 - 『すばる』2018年9月号（集英社）
- 「逆立ちした塔――伊勢神宮と保田與重郎・三島由紀夫・中野重治」 - 『すばる』2019年5月号（集英社）

### 演劇脚本
- 「鉄ぬ世」（2016年）